# Creaney Nunataks
Creaney Nunataks är nunataker i Antarktis. De ligger i Västantarktis. Argentina och Storbritannien gör anspråk på området.